# Kloster Tempzin
Kloster Tempzin – miejscowość i gmina w Niemczech, w kraju związkowym Meklemburgia-Pomorze Przednie, w powiecie Ludwigslust-Parchim, wchodząca w skład Związku Gmin Sternberger Seenlandschaft. Powstała 1 stycznia 2016 z połączenia gminy Langen Jarchow oraz Zahrensdorf.